# Carl Determeyer
Carl Determeyer (* 30. Juni 1897 in Karlshafen; † 2. Mai 1976 in Münster) war ein deutscher Maler.
Determeyers Familie, die eine Druckerei besaß, zog 1900 nach Münster. Er besuchte das Schlaun-Gymnasium und studierte Architektur und Kunstgeschichte in Münster, Düsseldorf und München. Sein Studium wurde durch den Kriegsdienst und Verwundung im Ersten Weltkrieg unterbrochen. Danach arbeitete er als selbstständiger Kunstmaler. 1939 war Determeyer für drei Monate in Haft, vermutlich wegen NS-kritischen Äußerungen. Im Zweiten Weltkrieg wurde er von 1941 bis 1944 als Landschaftsmaler in Russland eingesetzt; sein Atelier befand sich in Potsdam. Er überlebte den Kessel von Demjansk. 1945 wurde Determeyer der Professoren-Titel verliehen. Im Oktober 1945 heiratete er. Das Paar hatte einen Sohn. Er lebte zwischenzeitlich in Freckenhorst und dann ab 1951 wieder in Münster.
Von Determeyer stammen insbesondere kunsthistorische Bestandsaufnahmen alter Bauwerke Münsters und anderer Städte in Aquarelltechnik. In 165 Museen des In- und Auslandes finden sich Werke von Determeyer. Insgesamt schuf er etwa 4000 Werke. Die Stadt Münster und andere Städte nutzen sie für die städtebauliche Rekonstruktion nach den Zerstörungen des Zweiten Weltkriegs.